# Museo Amano
El Museo Amano es un museo arqueológico ubicado en el distrito de Miraflores, en la ciudad de Lima, capital del Perú. Tiene una colección de cerámicas y tejidos, entre otros materiales culturales, de varias culturas originarias, destacando la de la cultura Chancay. El museo fue inaugurado el 22 de agosto de 1964. El museo lleva el nombre del coleccionista japonés Yoshitaro Amano.